# Stenohelia yabei
Stenohelia yabei är en nässeldjursart som först beskrevs av Katsuyuki Eguchi 1941.  Stenohelia yabei ingår i släktet Stenohelia och familjen Stylasteridae. Inga underarter finns listade i Catalogue of Life.